# 임페리움 (영화)
《임페리움》(영어: Imperium)은 2016년 미국의 스릴러 영화로, 대니얼 래드클리프의 주연 작품이다. 대니얼 래거시스가 연출과 각본을 담당하였다.

## 줄거리
네이트 포스터는 고도로 기밀화된 테러 음모를 파헤치기 위해 일하는 젊은 FBI 특수요원이다. 불법으로 반입된 세슘-137이 도난당한 사건이 발생하자, 포스터는 동료 FBI 특수요원 안젤라 잠파로의 추천으로 이 사건에 투입된다. 잠파로는 이 사건에 백인 우월주의 단체가 연루되어 있을 가능성을 의심하고 있다.
잠파로의 인맥을 통해, 포스터는 지역 내 소규모 네오나치 집단을 이끄는 빈스 사전트와 접촉하게 된다. 사전트는 용의자로 지목된 극우 성향의 라디오 진행자 달라스 울프와도 친분이 있다. 울프는 선동적인 언사로 인해 이 운동의 대표적인 인물로 자리잡았으며, 북동부 지역 최대 규모이자 영향력 있는 단체들을 한자리에 모으는 집회를 조직한다. 사전트의 소개로 포스터는 이 운동에 깊이 침투하게 되고, 최고 백인 우월주의 민병대의 지도자 앤드루 블랙웰과도 만나게 된다. 또한, 포스터는 울프에게 자신의 자금을 투자해 라디오 쇼를 확장할 수 있도록 설득하여 그의 관심을 끌게 된다. 한편, 백인 우월주의자이자 가정적인 백색 칼라 기술자 제리 콘웨이와도 빠르게 친구가 된다.
백인 권력 집회에서 안티파 단체의 공격으로부터 블랙웰을 구해 신임을 얻은 포스터는 민병대가 운영하는 조악한 군사 시설로 초대받는다. 그곳에서 블랙웰은 워싱턴 D.C.의 상수도망 설계도를 확보하고 있으며, 이 설계도를 이용해 공격을 계획 중임을 밝힌다.
FBI는 울프와 블랙웰이 공모하고 있다는 의혹을 품기 시작한다. 포스터는 울프의 자택을 방문하는데, 그곳에서 지오이커 계측기가 반응을 보인다. 이에 포스터는 울프의 라디오 쇼에 막대한 투자를 제안하며 음모에 깊숙이 관여하려 한다.
그러나 울프는 적대적인 태도를 보이며 포스터를 FBI에 신고한다. 울프는 자신을 단지 연예인으로 여기며 실제로는 이 이념을 믿지 않는다고 밝힌다. 또한 전립선암 방사선 치료를 받은 경력이 있어 지오이커 계측기의 반응은 그 때문이었다. 한편 블랙웰 역시 D.C. 상수도 설계도를 실제 공격을 위한 것이 아니라, 향후 테러 행위에 참여할 신병을 모집하기 위한 미끼로 이용하고 있었던 것으로 판단되어 위협으로 간주되지 않는다. 더 이상의 실마리가 없자, 포스터와 잠파로의 상관은 사건 종결을 명령한다. 자신의 노력이 헛수고가 된 것에 분개한 포스터는 잠적할 준비를 한다.
포스터는 콘웨이를 만나 작별 인사를 나눈다. 자신의 무력감이 진심임을 감지한 콘웨이는 포스터에게 자신이 국내 테러 조직의 일원임을 고백한다. 콘웨이와 그의 동료들은 세슘을 소지하고 있으며, 이를 이용해 더러운 폭탄(dirty bomb)을 터뜨릴 계획임이 드러난다. 콘웨이의 소개로 포스터는 폭발물인 TATP의 공급자로서 조직에 합류한다. 편집증적인 테러리스트들 사이에서 신분이 탄로날 뻔한 위기도 여러 차례 겪지만, 포스터는 콘웨이의 집에서 세슘을 발견하는 데 성공하고, FBI는 테러 실행 전에 이들을 검거한다. 자신의 역할이 의미 있었다고 느낀 포스터는 마지막으로 사전트의 조직에 속했다가 이념을 버린 십대 조니를 찾아가 작별을 고한다.

## 출연진
- 대니얼 래드클리프 - 네이트 포스터
- 토니 콜렛 - 앙헬라 삼파로
- 트레이시 레츠 - 댈러스 울프
- 샘 트래멀 - 제리 콘웨이
- 네스터 카보넬 - 톰 에르난데스
- 데빈 드루이드 - 조니
- 파벨 샤이다 - 빈스 사전트
- 크리스 설리번 - 앤드루 블랙웰
- 번 고먼 - 모건
- 세스 넘릭 - 로이

## 같이 보기
- 미국의 인종차별